# Gert-Dieter Ulferts
Gert-Dieter Ulferts (* 1956) ist ein deutscher Autor und Leiter des Fachbereichs „Stadtschloss, Hof- und Residenzkultur“ bei der Klassik Stiftung Weimar.

## Leben
Ulferts studierte Kunstgeschichte, Sozialwissenschaften und Ethnologie an den Universitäten Hamburg und Göttingen 1976 bis 1981 und promovierte 1987 mit einer Arbeit über die Berliner Bildhauerei. Seit 2001 hat er einen Lehrauftrag am Institut für Kunstgeschichte an der Friedrich-Schiller-Universität Jena inne. Seit 1997 ist er außerdem in Weimar tätig. Außerdem war er u. a. Kustos an den Kunstsammlungen in Braunschweig.
Seine Sammlungs- und Arbeitsschwerpunkte bei der Klassik Stiftung sind Kunsthandwerk und Plastik vom späten 18. Jahrhundert bis zum frühen 20. Jahrhundert, Sammlungsgeschichte und Weimarer Residenzgeschichte und Memorialkultur. Ulferts ist im Vorstand u. a. des Museumsverbandes Thüringen und der Weimarer Kunstgesellschaft von Cranach bis Rohlfs e. V.

## Werke (Auswahl)
- Sächsischer Serpentin. Sammlung Jahn, hrsg. von den Kunstsammlungen zu Weimar. Berlin 2000 (Kunst und Handwerk, 1).
- U.a.: Schloß Belvedere. Schloß, Park und Sammlung, hrsg. von den Kunstsammlungen zu Weimar. München 1998.
- Führer durch die Sammlung Historische Musikinstrumente. Arbeitsberichte. Braunschweig 1997 (Veröffentlichungen aus dem Städtischen Museum, 70).
- Louis Tuaillon (1862–1919). Berliner Bildhauerei zwischen Tradition und Moderne. Berlin 1993 (Bildhauer des 19. Jahrhunderts), Gebr. Mann, Berlin 1993, (Zugl. Diss. Göttingen 1987).
- Gert-Dieter Ulferts (Hrsg.): Park an der Ilm, hrsg. von der Klassikstiftung Weimar, mit Beiträgen von Kilian Jost [und weiteren], Deutscher Kunstverlag, Berlin 2021.